# Aguada de La Escalera
La aguada La Escalera es un manantial de agua que nace al lado poniente y norte de la cuenca del Salar de Atacama de la Región de Antofagasta.

## Historia
Luis Risopatrón la describe en su Diccionario Jeográfico de Chile de 1924:: 319 
Escalera (Aguada de La) 23° 03'? 68° 38'?. Tiene tres pozos aterrados, en los que brota el agua un poco mas abajo del contacto entre las arcillas rojas i los conglomerados i las areniscas rojas i se encuentra rodeada de un breadal, de unos 20 a 30 m de estensión, en el fondo de una honda quebrada, que nace en la falda NE del cerro Químal, a media falda de El Bordo, a unos 500 m de altura sobre el nivel del salar de Atacama i a 10 kilómetros al S de La Posada, en el camino al mineral de Caracoles. 161, I, p. 167; i de Escaleras en 98, III, p. 142.